# Kamilla Gevorkovna Tamanian
Kamilla Gevorkovna Tamanian (1946 - 2013) fue una botánica armenia. Trabajó y exploró extensamente la región de Armenia., a través del "Instituto de Botánica", de la Academia Nacional de Ciencias de la República de Armenia en Ereván

## Algunas publicaciones
- kamilla gevorkovna Tamanian. 1982. Synopsis of the Caucasian representatives of genus Cousinia (Asteraceae, Cardueae). Feddes Repertorium 110 (1-2): 73-79 10.1002/fedr.19991100110 83 p.

### Capítulo de libros
- Red list of the endemic plants of the Caucasus: Armenia, Azerbaijan, Georgia, Iran, Russia, and Turkey, eds. J. Solomon et al. - St. Louis: Missouri botanical garden press, 2012. - xvi, 451 p.: ill. - (Monographs in systematic botany from the Missouri botanical garden; v. 125) Bibliogr. at the end of the chapters. Ind. p. 409-451. - ISBN 978-0-915279-82-1; ISSN 0161-1542 Parte II: COUNTRIES OF THE CAUCASUS REGION ARMENIA 37-62. Kamilla Tamanian.

- La abreviatura «Tamanian» se emplea para indicar a Kamilla Gevorkovna Tamanian como autoridad en la descripción y clasificación científica de los vegetales.[4]